# RN6 (Benin)
De RN6 of Route nationale 6 is een nationale weg in het midden van het Afrikaanse land Benin. De weg loopt van Djougou naar Nikki. In Djougou sluit de weg aan op de RNIE3 naar Dassa-Zoumè en Natitingou en op de RNIE6 naar Kara. In N'Dali sluit de weg aan op de RNIE2 naar Parakou en Kandi en in Nikki op de RNIE6 naar Abeokuta.
De RN6 is ongeveer 180 kilometer lang en loopt door de departementen Donga en Borgou. 